# Антеридий
Антери́дий (от греч. άνθηρός — «цветущий» и ιδιον — уменьшительный суффикс) — мужской половой орган у водорослей и высших споровых растений (мхи, плауны, хвощи, папоротникообразные). Содержит мужские гаметы — сперматозоиды (водоросли, споровые растения). Антеридий у голосеменных растений редуцируется — его замещает антеридиальная клетка пыльцевого зерна — мужского гаметофита. Покрытосеменные растения вовсе лишены этой структуры. Антеридий у водорослей развивается на диплоидном растении или на отдельном гаплоидном растении — гаметофите (бурые водоросли), а у высших растений — только на гаметофите.